# 적군파 (독일)
적군파(赤軍派, 독일어: Rote Armee Fraktion; RAF 로테 아르메 프락치온; 에르아에프[*], 영어: Red Army Faction)는 서독의 극좌파 무장단체였다. 초기에는 바더-마인호프 집단(독일어: Baader-Meinhof-Gruppe 바더-마인호프 그루페[*])이라고도 했다. 안드레아스 바더, 구드룬 엔슬린, 호르스트 말러, 울리케 마인호프 등이 1970년에 결성했다. 독일의 68학생 운동의 혁명적 사상에 뿌리를 두고 있다. 이 조직은 그들을 무장 투쟁 운동조직으로 소개했지만, 서독 정부는 적군파를 테러리스트 집단으로 규정하였다. 그들에 의하면 그들은 우루과이의 투파마로스 등 남아메리카의 도시게릴라를 표방한 반제국주의, 공산주의 집단이었다.

## 생성 배경

### 전후 독일의 상황
민족사회주의(나치)가 2차 세계대전에서 패전한 이후에도 독일에서는 근본적인 사회적 변화가 일어나지 않았다. 미국을 비롯한 서방 자본주의 진영은 전후의 독일에 자본주의 체제를 재구축하고 서방 사회의 군사적, 경제적 블록에 독일을 편입시키는 것을 일차적 과제로 삼았다. 즉, 서방 자본주의 진영에게 독일(서독)은 공산주의와 볼셰비즘에 대한 방어벽역할을 하는 것이었다. 세계대전 직후 두 차례의 전범 재판이 이루어지긴 했지만, 당시 미국과 소련의 냉전과 소련을 중심으로 힘을 키워가던 사회주의 세력에 신속하게 대응하기 위해 서방 자본주의 세력들은 이전의 나치주의자들을 관직에 등용하고 제대로 된 처벌을 하지 않았다. 독일의 젊은 세대들은 아무런 반성없이 파시즘에 물들었던 사회가 민주주의 사회로 이행되는 사실을 깨닫고 60년대에 들어서 새로운 주거 공동체(Wohngemeinschaft)와 학생 조직을 만들며 본격적인 학생운동을 시작했다.

### 1960년대 베트남 전쟁
당시 미국은 민주주의와 자유를 이유로 베트남 국민의 저항을 무력으로 진압하려 하고 있었다. 네이팜탄으로 무장한 미군의 베트남 융단 폭격은 독일 전역 좌파들 사이에서 베트남 전쟁에 대한 거부감과 분노를 불러 일으켰다. 또한 학생운동 안에서는 제국주의를 반대하는 운동과 그와 동시에 제 3세계 해방운동에 대한 움직임이 시작되었다. 1968년 2월 독일 사회주의 학생연맹(Sozialistischer Deutscher Studentenbund, SDS)은 베트남 전쟁에 관한 국제회의(국제 베트남 회의)를 개최하였고 회의 결과 '서유럽은 제국주의의 조용한 배후 국가로 남아있어서는 안되며 유럽 각 도시에서 제3세계 해방을 위해 제국주의와 투쟁하는 제 2의 전선을 만들어야 한다. 또한 이 투쟁의 수단과 방법들은 각 나라의 대중의 조건과 의식에 따라 전개되어야 한다.'는 결론이 나왔다. 베트남 전쟁을 계기로 운동이 점차 폭력적으로 변하게 된 것이다.

### 서독학생운동
1967년 6월 2일 자국민들을 폭력적으로 탄압하는 독재정권으로, 당시 독일과의 중요한 무역 파트너였던 이란의 국가원수 부처가 베를린을 방문했다. 이란의 반민주적인 독재와 독일방문에 항의하는 반대시위 도중 베를린 자유대학 로만어과 학생 Benno Ohnesorg이 경찰의 총격에 의해 사망하는 사건이 발생하고 베를린 시 정부와 경찰의 발뺌하는 태도로 버티자 독일의 젊은이들과 지식인들의 분노는 극에 달한다. 6월 2일 발생한 이 사건과 사후 정부의 대처와 태도로 인해 68 학생운동의 시작된 것이다. 이 사건이후 독일 68혁명 당시의 핵심조직 중 하나인 독일 사회주의 학생연맹(SDS)과 다른 학생운동 조직들에 대해 대학생들의 가입이 급증하였다. 1968년 4월 10일 독일의 우익 신문지 Axel Springer 사의 선동기사로 인해 자극받은 독일의 우익 화가가 SDS의 지도자인 루디 두취케(Rudi Dutschke)를 피격하는 사건이 발생한다. 그러나 피격 사건이후 발생한 광범위한 장외 가두 투쟁(APO)이 학생운동과 노동조합의 완전한 연대를 이끌어 내지 못하면서 서서히 붕괴조짐이 보이자 다양한 조직들로 분열되어 나갔다. KBW 같은 공산주의 조직이나 현실적인 사회주의 국가를 지향하는 DKP 등이 대표적으로 분화된 조직들이다. 무기를 들고 불법적으로 투쟁하려는 그룹들이 독일의 적군파(RAF)를 조직하였고 적군파에는 도시 게릴라 연합체인 '7월 2일 운동' 과 '혁명세포(RZ)' 그리고 '붉은 분노(ROTEZORA)' 등이 속해 있었다.

## 조직과 활동
- 1968년 4월 2일 학생운동 핵심세력이었던 Thorwald Proll, Gudrun Ensslin, Andreas Baader Horst Söhnlein 등이 자본주의의 팽창과 제국주의의 폭력에 대한 보복 차원에서 프랑크푸르트에 있는 백화점 두 군데에 폭탄 테러 감행하였다. 사상자는 발생하지 않았다. 안드레아스 바더를 뺀 나머지 모두 체포되어 10월 31일 3년형 선고 받았지만 그러나 이듬해 가석방되었다.

- 1968년 4월 11일 루디 두취케가 피격당하는 사건이 발생한다. 빌트지가 속해있는 슈프링어 출판사 건물 폭파 캠페인을 율리케 마인호프가 주동하여 시작된다.

- 1970년대 초 안드레아스 바더가 체포 됨. 그러나 그해 5월 당시 유명 저널리스트였던 마인호프가 바더를 취재하겠다고 요청하고 인터뷰 당일, 사법 재판관 1명을 사살하고 나머지 법정 관리인들을 위협하며 바더와 함께 탈출한다. 바더와 마인호프는 바더-마인호프 그룹(적군파, RAF)을 창설하고 동독 국가보안부인 슈타지의 도움을 받아 요르단에 잠입, 팔레스타인 해방군으로부터 본격적인 무장 투쟁 훈련과 테러리즘 교육을 받고 서독으로 귀환, 1972년부터 본격적인 테러활동을 시작한다.

- 1970년 10월부터 71년 후반까지 다수의 은행강도 사건이 발생한다. 이 사건들은 나중에 바더-마인호프 그룹이 적군파를 창설하기 위한 자금을 마련하기 위해 벌인 사건임이 밝혀진다.

- 1971년 이후로 적군파에 의한 폭탄테러가 시작된다. 경찰 측에서는 바더와 마인호프 체포단을 조직한다.

- 1972년 3월 11일 하이델베르크에 있는 제 5미군 사령부를 폭탄을 장착한 차량으로 공격, 미군 5명이 사망하였다. 당시 하이델베르크의 미군 사령부는 베트남 항구를 포격할 경우 그곳에 있는 대형컴퓨터를 통해 지원하는 역할을 맡았다. 같은 해 5월 12일에는 아우구스부르크와 뮌헨의 경찰서에 폭탄 테러를 하고 16일에는 독일 연방법원 판사 Buddenberg에 대한 폭약테러로 그의 부인이 부상을 입는 사건이 발생하는 등 다수의 테러가 발생한다.

- 1972년 6월과 7월에는 마인호프를 제외하고 적군파의 핵심인물들이 체포된다. 수감된 핵심세력 중 1974년 홀거 마인스가 단식투쟁 중 사망하고 그에 대한 보복으로 같은 해 11월 베를린 고등법원 판사인 드렝크만을 납치해 살해한다. 1975년 2월 기민당 베를린 시장 후보 Peter Lorenz가 납치된다. 적군파와 인질 석방 조건으로 수감 중인 적군파 세력 석방을 요구하고 정부는 석방 요구를 수용하고 페터 로렌츠는 풀려난다.

- 1976년 우간다 수도(캄팔라)의 엔테베 국제공항으로 민간항공기가 납치된 사건인 엔테베 공중납치사건에 적군파 두명이 가담 주도하였다. 이 납치사건에는 팔레스타인 해방기구 2명도 참여하였고, 결국 엔테베 작전 이라 불리는 이스라엘 특공부대의 진압으로 역사적으로 가장 성공적인 테레진압작전이 되었다. - 2018년 헐리우드에서 영화화계획이다.

- 같은 해 5월, 바더, 마인호프, 에슬린 등 적군파 핵심 세력이 모두 체포되었고, 스톡홀름 독일 영사관 방화 사건으로 기소되었다. 1976년 5월 9일 마인호프, 감방에서 숨진 채로 발견되었는데 타살에 대한 의혹이 제기되었다. 1977년 4월 7일, 독일 연방검사장 지크프리트 부박, 두명의 적군파에 의해 사살되었다.

- 1977년 10월 5일 전경련 회장 Hans-Martin Schleyer가 납치되고, 수감된 적군파 핵심 세력 석방을 요구 하였다. 10월 13일, 적군파 2명이 마요르카발, 프랑크푸르트 행 여객기 납치, 수감된 적군파 석방 및 1천 5백만 달러를 요구하였다.

- 10월 17일, 모가디슈 비행장에 테러진압단 투입. 여객기 납치극 종료. 테러리스트 모두 사살.

- 10월 18일, 적군파 수감된 감옥에서 묄러를 제외한 적군파 핵심 세력 모두 숨진 채 발견. 묄러는 칼에 온몸을 찔린 채 발견. 경찰은 집단 자살이라고 해명하지만 묄러의 진술과 엇갈림.

- 10월 19일, 납치된 전경련 회장, 사살된 채 발견. 이 시기를 독일의 가을이라고 한다.

- 적군파 1세대의 죽음과 독일의 정치가 안정의 기미를 보이자 테러가 잠잠해지지만, 80~90년대 중반까지 꾸준히 테러를 계획하고 실행하였다. 1998년 4월 20일 RAF가 로이터 통신에 발송한 '해체 선언문'을 통해 공식적인 해체가 이루어진다.

## 주요 인물
- 안드레아스 바더
- 울리케 마인호프
- 구드룬 엔슬린
- 호르스트 말러
- 홀거 마인스

## 영화
1977년 독일의 가을이라는 뉴 저먼 시네마 감독들이 만든 옴니버스 영화가 있다. 또한 2008년 바더 마인호프라는 제목으로 영화화되었다.
이 외에도 이 단체의 활동에 대한 수십 편의 독일 영화들이 있다 (독일어 위키백과 사이트 참조)

## 같이 보기
- 혁명세포 (독일)